# Фланк

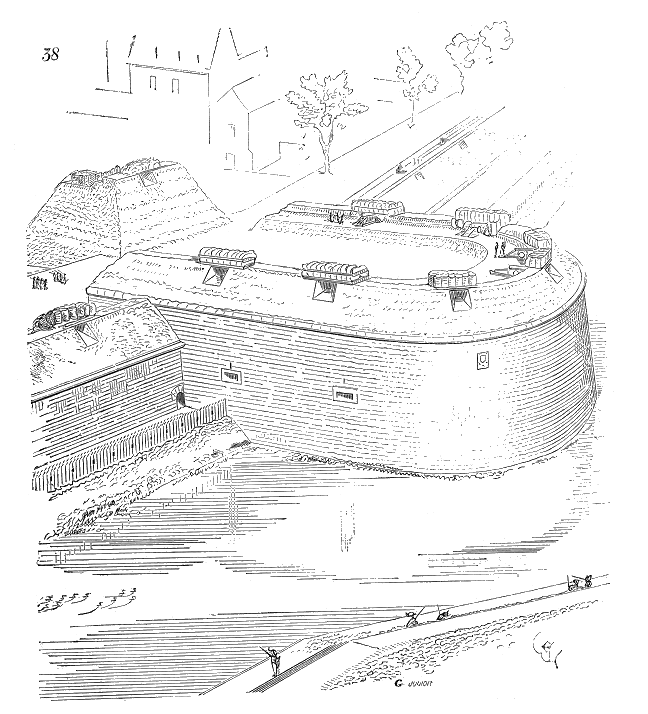
Капонір, який має змогу обстрілювати фланкуальним вогнем куртини укріплення

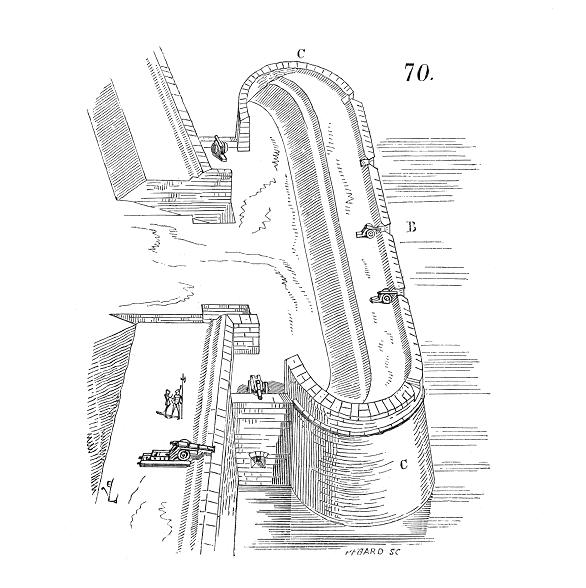
Бастіон з відтупними фланками, які в свою чергу прикриті орильйонами — виступами фасів бастіону

Фланк (нім. Flanke; фр. flanc; англ. flank, букв. — «фланг, бокова частина») — невелика прямолінійна ділянка фортечної огорожі або польового укріплення, приблизно перпендикулярна фронту і призначена для захисту і обстрілу підступів з боку противника до сусідніх будівель.
Існує: фланк відступний — частково зміщений вглиб бастіону заради захисту гармат.

## Історія
Будівництво таких ділянок укріплення пов'язано з необхідністю обстрілу (фланкування) найближчих підступів до суміжних відрізків стіни (наприклад, в бастіонній системі фланк — сторона бастіону між фасом і куртиною, де зазвичай встановлювалися гармати для обстрілу рову перед куртиною).
Незважаючи на необхідність фланків для контролю прилеглої до стін території, їх орієнтація створювала певні проблеми: самі вони піддавалися подовжньому обстрілу противником. Ця проблема частково вирішувалася максимальним скороченням довжини фланку до достатньої лише для розміщення необхідного числа стрільців або гармат. Відстань між фланками визначалося типом зброї, яка розміщувалась і, відповідно, дальністю ефективного обстрілу.